# Рока Империјале Марина (Козенца)
Рока Империјале Марина је насеље у Италији у округу Козенца, региону Калабрија.
Према процени из 2011. у насељу је живело 1939 становника. Насеље се налази на надморској висини од 12 м.